# Malatu
Malatu ist ein Verwaltungsbezirk (englisch Ward) des Distrikts Newala in der tansanischen Region Mtwara.

## Geografie
Malatu liegt im Südosten von Tansania etwa 110 Kilometer Luftlinie südwestlich der Distrikthauptstadt Mtwara. Der Bezirk grenzt im Norden an Mnyambe, im Nordosten an Maputi, im Osten an Mpwapwa, im Südosten an Mdimba Mpelempele, im Südwesten an Chitekete und im Westen an Nakahako. Bei der Volkszählung 2022 lebten 7811 Menschen in 2534 Haushalten auf einer Fläche von 78 Quadratkilometern.

## Gliederung
Der Bezirk besteht aus sechs Gemeinden (Mtaa) mit 15 Orten (Kitongoji):
| Malatu Juu - Sokoni - Kilimahewa | Tuyangatana - Chiwindi - Chiuta - Kitangari | Malatu Shuleni - Matehu - Mchemba - Chiuta | Mkunjo - Namidong'a - Mailimbili | Mtanda - Mwananyamara - Mwangaza | Mnonela - Mnolela Juu - Mnolela Shuleni - Mnolela Chini |

## Infrastruktur
- Bildung: Die Malatu Secondary School ist eine staatliche, weiterführende Tagesschule mit einer Ausbildung bis zur 4. Stufe.[7]
- Gesundheit: In Malatu befinden sich ein staatliches Gesundheitszentrum[8] und eine öffentliche Apotheke.[9]